# Glòria Julià Estelrich
Glòria Julià Estelrich (Portocolom, Felanitx, 2 de febrer de 1983) és una poeta, escriptora i música mallorquina. Va passar la seva infància i adolescència al port on va néixer i, més tard, va estudiar a Palma i a Barcelona, on es va llicenciar en filologia catalana per la Universitat de Barcelona el 2007. Té un Màster Oficial en Estudis de Dones, Gènere i Ciutadania. La seva tesi de Treball de Recerca es titula: “Dones fogueres: el cos, l'espai, l'espai del cos”, dirigit per Meri Torras.
Tocada per la música i la poesia, va ser cofundadora del grup musical Llunàtiques el 1995, amb el qual publicaren dos discs, i del col·lectiu i la revista homònima Pèl Capell. És membre del grup musical Vers endins, amb el qual han publicat dos treballs d'estudi.

## Publicacions
Va publicar el poemari Clandestima l'any 2006. D'aquest llibre Margalida Pons diu en el pròleg: «Si aquests poemes desterren tota noció de propietat no és perquè s'emparin d'un relativisme pervers, sinó perquè es despleguen com una invitació. Pots entrar-hi descalça o guarnida, entotsolat o amb els teus germans, pegant potades o tremolant: sempre hi trobaràs un punt que s'ajustarà estranyament als replans del teu desig, no és un exercici de simbiosi sinó d'acollença. La porta, però, és empesa, no oberta de bat a bat, perquè resguarda un territori misteriós, privat, al qual ni tu ni jo tindrem accés si no llegim desproveïts de tot el que ens fa ser vells. Conèixer aquest territori, el d'ella, és l'envit de Clandestima i del seu rar amar. Entra-hi. Entra-hi...»
Al 2014 ha publicat el seu segon llibre de poemes, Herba negra, amb un epíleg de Mireia Calafell.
Ha estat inclosa a l'antologia Donzelles de l'any 2000.

## Altres activitats
Forma part del col·lectiu Pèl Capell, que es defineix amb aquestes paraules: “un col·lectiu vengut de Mallorca a causa d'un exili volgut (o no), que ens dedicam a trescar pel món enfonyant a tothom qui es deixa dins els nostres espectacles poètic-musicals, expressió de vida i d'excés incontenible. A partir de la reivindicació constant i la lluita per sortir del mercantilisme cultural, Pèl Capell proposa una excursioneta per l'expressió poètica actual vista amb ulls de jove; el compromís d'esclafar l'avorriment constant que ens provoca existir en un món així.” Amb aquest col·lectiu Glòria Julià va publicar l'antologia (on també hi ha poemes seus): "Pedra Foguera: poesia jove dels Països Catalans" (Documenta Balear, 2008). En aquest recull ens diu què és per a ella la poesia: “La poesia per a mi és comunicació, transmetre en paraules la vida de les persones i dels llocs. Entenc la poesia com a lluita en contra de totes les formes de poder, una manera de reivindicar la identitat de la petitesa. Poesia com a tot."
Amb el grup musical Llunàtiques va publicar un disc el 2011: Dilluns. Aquest disc està molt relacionat amb la poesia, ja que totes les seves cançons són poemes musicats de poetes mallorquins, sobretot, i també de la resta dels Països Catalans. Per exemple, hi ha poemes de Miquel Bauçà, Antoni Vidal Ferrando, Blai Bonet, Maria Mercè Marçal, Pau Vadell, Glòria Julià, Vicent Andrés Estellés, etc. L'any 2014 Llunàtiques va publicar el seu segon llarga durada, "Diumenge, a 384.000 km".
Amb la formació actual, Vers endins, l'estiu de 2017 varen publicar el seu primer disc, A les cales dels ulls, que va ser mereixedor del Premi Enderrock de la músicar balear al millor disc de cançó d'autor. L'estiu de 2019 varen publicar el seu segon treball d'estudi, Despulla't, eixampla't, somriu!.